# Austenityzowanie
Austenityzowanie – nagrzewanie stali w celu uzyskania struktury austenitu. Najczęściej temperatura austenityzowania jest o 30–50 °C wyższa od {\displaystyle A_{c_{3}}} lub {\displaystyle A_{c_{1,3}}.} W przypadku stali wysokostopowych (w szczególności szybkotnących) nagrzewa się do wyższych temperatur (nawet do 50–70 °C poniżej linii solidus co może być odpowiednikiem nawet 1250 °C) w celu rozpuszczenia w austenicie jak największej liczby węglików które zostaną wydzielone jako drobnodyspersyjne wydzielenia w przyszłym odpuszczaniu.